# Otto Rodewald

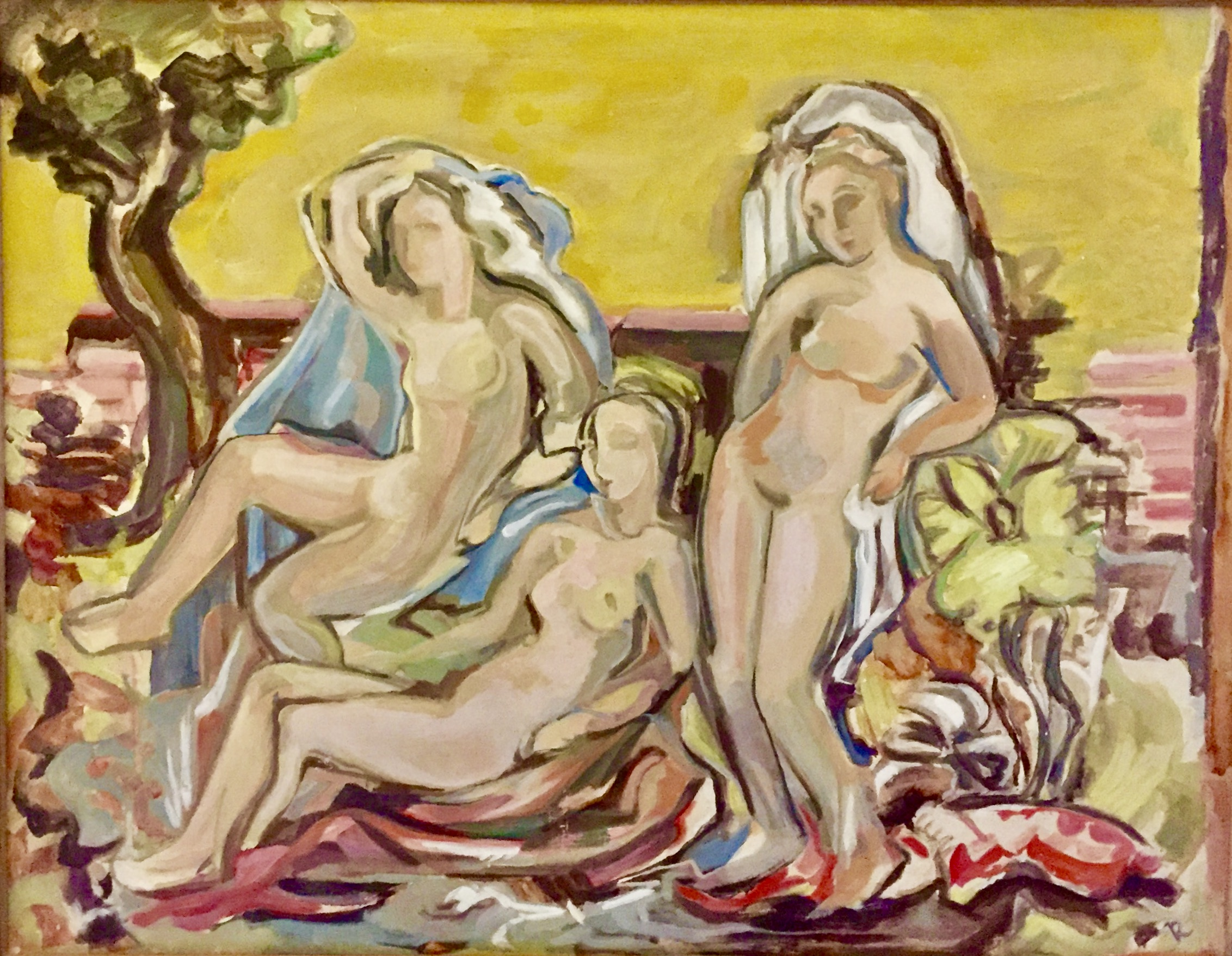
Otto Rodewald Gemälde, Öl auf Holz

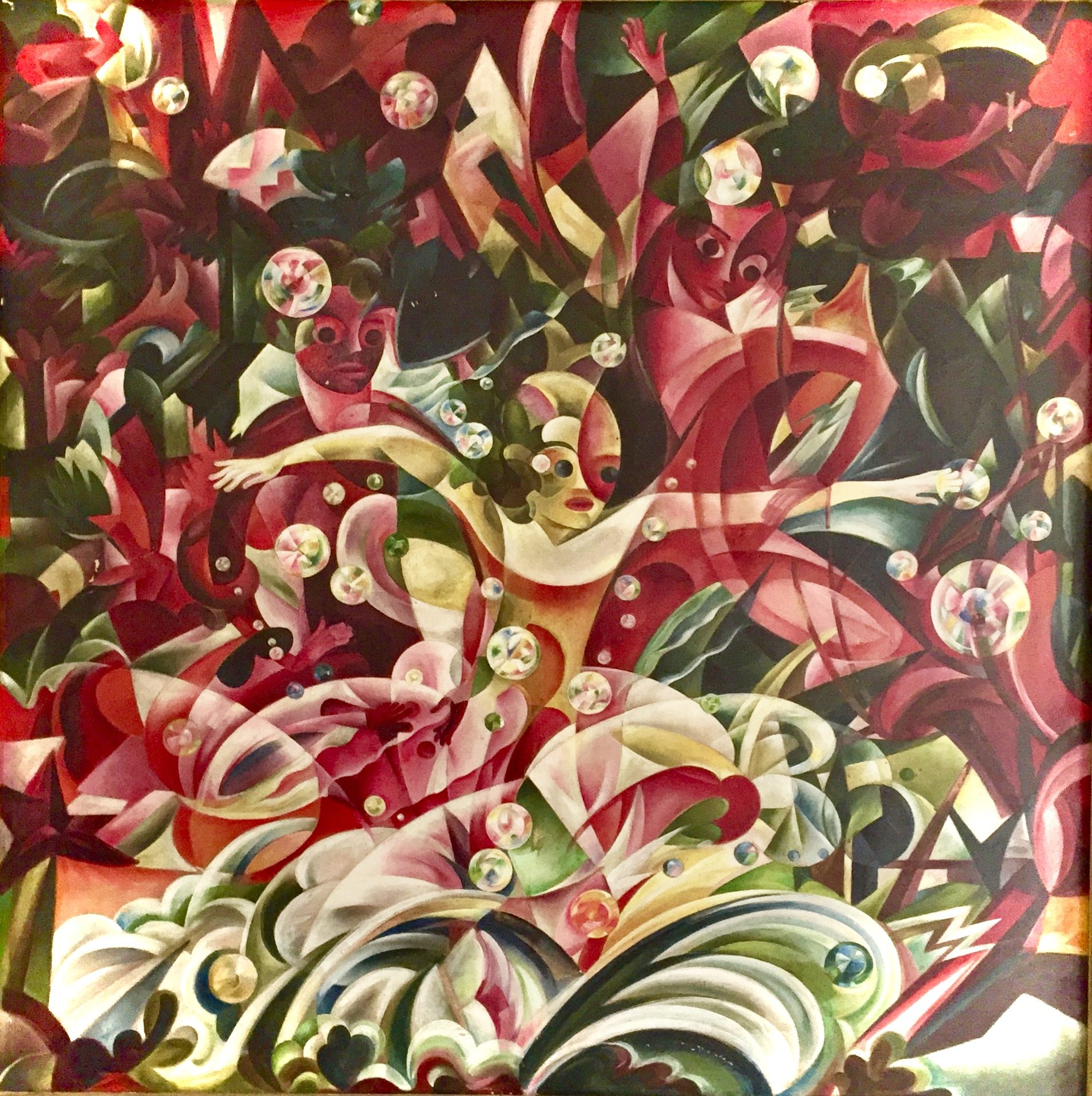
Otto Rodewald, Badende Knaben, Öl auf Leinwand

Otto Rodewald (* 3. Oktober 1891 in Schöningen; † 27. März 1960 in Hamburg) war ein deutscher Maler und Grafiker und Mitglied der Hamburgischen Sezession.

## Leben und Werk

### Jugend und Ausbildung
Otto Rodewald entstammte einer Kaufmannsfamilie aus Schöningen. Seine Schulzeit am Helmstedter Gymnasium beschrieb er selbst als wenig lehr- und erfolgreich. Er erkundete gern die freie Natur in der Umgebung und erinnerte sich später an seine ersten Zeichnungen, die er bäuchlings auf dem Waldboden liegend anfertigte. Ab 1909 war er Schüler an der Landeskunstschule Hamburg und studierte in seinen fünf Ausbildungsjahren unter anderem zusammen mit Alexander Friedrich und Anne-Marie Vogler. Zu seinen Lehrern gehörte Carl Otto Czeschka, dessen Entwürfe in Anlehnung an den Wiener Jugendstil ihn zu seinen frühen Grafiken inspirierten. 1910 gewann Rodewald den zweiten Preis im Wettbewerb um die Gestaltung von Monogrammen und Signets.

### Erster Weltkrieg und erste Schaffensjahre
In den Kriegsjahren 1914–1918 diente Otto Rodewald als Mitglied eines Sturmbataillons. Die Eindrücke und Erlebnisse aus dieser Zeit prägten die Zeichnungen, Radierungen und Holzschnitte aus den Jahren 1918/1919. Unter den Folgen schwerer Verletzungen und einer Blaukreuzvergiftung litt er sein Leben lang.
Nach dem Krieg richtete sich Rodewald sein Atelier im siebten Stock eines Hauses in der Sierichstraße in Hamburg ein, wo 1919 das Gemälde „Wunderwald“ entstand. In einem späteren Brief schrieb er:„Es galt nur aus Farbe und Form Wände um mich herum zu bauen, los zu werden von Gewesenem und den Kopf wieder frei heben zu können.“
1921 nahm er an einer Ausstellung der Hamburgischen Sezession teil und erhielt durch Vermittlung des Kunsthallendirektors Gustav Pauli ein Stipendium sowie den Kontakt zu einem seiner ersten Käufer, dem Bankier Paul Michael Mendel (1873–1942), mit dem ihn eine tiefe Freundschaft verband. Durch die ersten Verkäufe konnte sich Rodewald den Aufenthalt in einem Lungensanatorium in Davos finanzieren. In den Jahren 1921–1923 entstand sein Grafikzyklus „Wolken und Berge“, in welchem er in mehreren Druckstadien die atmosphärischen Veränderungen im Hochgebirge schilderte. Bei der Grundierung und Ätzung unterstützte ihn sein ehemaliger Studienfreund Alexander Friedrich.

### Hamburg und ferne Länder
1925 kaufte ihm der Hamburger Senat Grafik- und Radierplatten ab, um ihm einen weiteren Kuraufenthalt im Süden zu ermöglichen. Neben einem Sammlerkreis in Hamburg gelangten seine Werke auch in Museen und Galerien in ganz Deutschland. Er war Mitbegründer des Kunstclubs „Die Insel“ und ab 1928 nach mehreren Ausstellungsbeteiligungen festes Mitglied der Hamburgischen Sezession. Zudem war er Mitglied in der Hamburgischen Künstlerschaft. In den Jahren wurde seine Arbeit immer wieder von gesundheitlichen Beschwerden beeinträchtigt.
Ab Ende der zwanziger Jahre unternahm Rodewald Reisen ins Mittelmeergebiet, nach Afrika und in den Vorderen Orient, unter anderem finanziell unterstützt durch die Amsinckstiftung. Er malte Bilder, deren formale Gestaltung dem Magischen Realismus und der Neuen Sachlichkeit zuzuordnen sind.
Von 1929 bis 1931 lebte er im tunesischen Sidi Bou Saïd.
Er heiratete in zweiter Ehe seine Schülerin Charlotte Thiede (1917–1979).

### Aktion „Entartete Kunst“ und Tätigkeit nach 1945

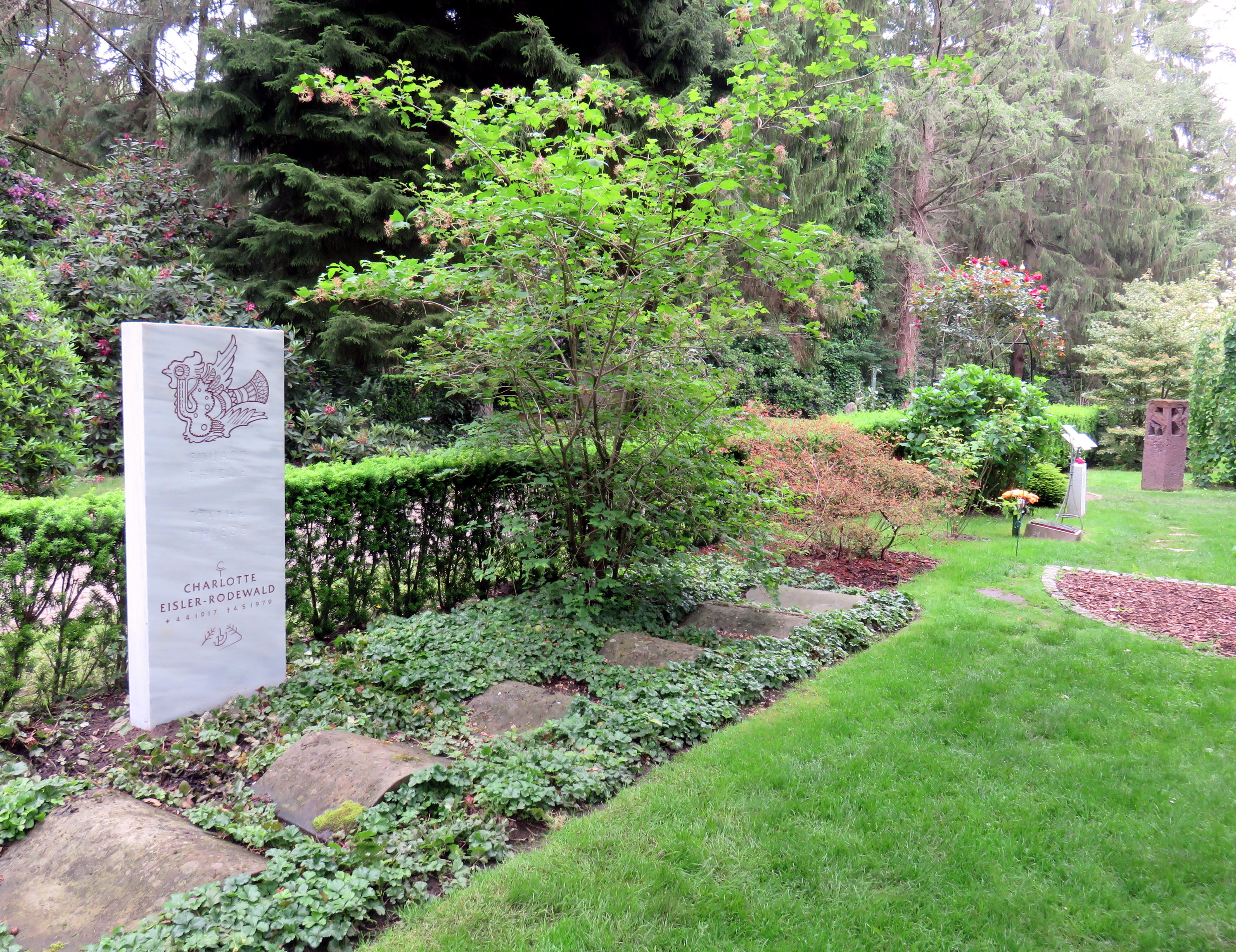
Grabstein für Charlotte Eisler-Rodewald im Garten der Frauen auf dem Friedhof Ohlsdorf

1933 wurde die letzte Ausstellung der Hamburgischen Sezession von den Nationalsozialisten geschlossen. Während der Aktion „Entartete Kunst“ 1937 fielen Werke Otto Rodewalds, darunter das Gemälde „Morgen“, ein Aquarell und drei Radierungen aus der Hamburger Kunsthalle den Razzien zum Opfer. Trotz seiner inneren Ablehnung der Nazi-Ideologie arbeitete er unter anderem 1937/38 im Auftrag der Heeresbauverwaltung an mehreren Wandbildern mit Kriegsthemen für eine Infanterie- und eine Artilleriekaserne in Hamburg. Er stellte die Freiheitskriege in Originalkostümen dar, aber auch den modernen Grabenkrieg, die Materialschlacht des Ersten Weltkriegs sowie eine Entwicklungsgeschichte des Geschützes. In einem Interview mit Hugo Sieker äußerte er sich erfreut über die Möglichkeit, „Wände zu bekommen und Bilder für wirkliche Bedürfnisse, nicht bloß für ein paar Feinschmecker zu malen“. Nach dem Zweiten Weltkrieg waren Rodewald und seine Frau auf deren Gehalt angewiesen. „Rodewald gehörte zu einer Gruppe von Frondeuren. Nach 1945 entstand in seinem Atelier an der Sierichstraße die Konzeption einer neuen Wochenzeitung: ‚Die Zeit‘.“ Zusammen mit Erich Hartmann, Herbert Spangenberg und Hans Martin Ruwoldt wurde Rodewald 1948 in den Vorstand der Neugründung der Hamburgischen Sezession gewählt. In den fünfziger Jahren reiste er erneut nach Italien, Griechenland und in die Türkei. 1957 fertigte er im Auftrag der Hamburger Kulturbehörde drei große Wandbilder für eine Marienburg-Gedenkstätte im Museum für Hamburgische Geschichte an. Die Bilder wurden bei der Generalrenovierung des Hauses übertüncht oder zerstört wie auch die 1951 entstandenen Wandbilder im Haus des Sports.
1960 starb Otto Rodewald an den Folgen einer Blinddarmentzündung. Er wurde auf dem Ohlsdorfer Friedhof nordöstlich Kapelle 2 beigesetzt (Planquadrat W20, 120-22). Die Grabstätte besteht nicht mehr, der Grabstein (W20, 120-2) für seine 1979 verstorbene Ehefrau Charlotte Eisler-Rodewald, geb. Thiede, befindet sich seit Juni 2020 im Friedhofsbereich Garten der Frauen.

## Ausstellungen (Auswahl)
- Ab 1920 Teilnahme an Ausstellungen der Hamburgischen Sezession
- 1927 Europäische Kunst der Gegenwart, Kunstverein in Hamburg, Hamburg
- 1928, 1930, 1933, 1955, 1958 Griffelkunst e.V.
- 1945 Ausstellung der Hamburgischen Sezession
- 1951 Gemälde-Aquarelle-Graphik, Kunstverein in Hamburg, Hamburg
- 1961 Monografische Ausstellung im Hamburger Künstlerclub „Die Insel“
- 1970 Kunsthaus Hamburg, Alexander Friedrich, Otto Rodewald, Heinrich Stegmann
- 2016 Ausstellungsraum1112, Rudolf Steiner Haus Am Mittelweg, Hamburg
- 2019 Werk der Woche, Hamburger Kunsthalle

## Sammlungen
- Hamburger Kunsthalle
- Altonaer Museum
- Griffelkunst e. V. Hamburg